# 黄镇
黄镇（1909年1月8日—1989年12月10日），字白知（一作百知），原名黄士元，也曾使用黄佩寰之名，安徽桐城人，中国共产党、中华人民共和国藝術家、外交官、政治人物，原副国级领导人。

## 生平
黃鎮是安徽省桐城縣東鄉（現為樅陽縣橫埠鎮）人。1925年考入上海美術專科學校學習繪畫，但次年即因參加學生運動而被迫退學，後轉入新華藝術大學，畢業後回鄉任浮山中學美術教員。1929年，黃因支持學生運動而被解職，次年加入西北軍孫連仲部任中尉參謀。																																																								
1931年，隨部參加寧都暴動，加入中國工農紅軍，次年加入中國共產黨，任紅五軍團政治部宣傳科科長，創作畫作《粉碎敵人的圍剿》等。1934年，黃鎮隨部參加長征，在途中創作了話劇《一隻破草鞋》、歌曲《打騎兵歌》和畫作《長征畫冊》等作品。																																																								
抗戰爆發後，黃鎮任八路軍129師政治部副主任。1943年5月，河南北部的國民政府軍隊在龐炳勳和孫殿英的率領下投敵，黃鎮遂立即調任豫北工作委員會書記，負責在新淪陷區域創建中共根據地，不久轉任太行軍區副政委兼政治部主任，指揮中共軍事力量在河南北部的行動。																																																								
1948年，黃鎮被調往西柏坡中共中央，任中國人民解放軍總政治部研究室副主任、第一研究室主任等職務，主持制定了中國人民解放軍軍旗圖案以及一些軍事條例。																																																								
中華人民共和國成立後，黃鎮於1950年被任命為中國駐匈牙利大使。1954年，調任駐印尼大使，陪同周恩來總理出席萬隆會議。1961年，黃鎮升任中華人民共和國外交部副部長，次年又被任命為中印邊界問題特使，負責中印邊界戰爭後的外交善後事宜。1964年，黃鎮出任首任駐法國大使。																																																								
1971年起，黃鎮奉命前往美國展開外交，推動中華人民共和國和美國的外交關係。1973年，黃鎮被任命為首任中華人民共和國駐美國聯絡處主任，成為駐華盛頓的首席外交代表。1977年，黃鎮調任中共中央宣傳部第一副部長兼中華人民共和國文化部部長。																																																								
1982年，黃鎮退休，任中共中央顧問委員會常委。1989年12月10日，黃鎮逝世於北京。

## 著作
- 《长征画集》人民美术出版社1977
- 《黄镇书画选集》人民美术出版社1989
- 《黄镇文集》中国友谊出版公司1994

## 家庭
妻子朱霖，曾任全国妇联常务委员、外交部政治部副主任。
女婿戴秉國，曾任國務委員。

## 荣誉
- 阿拉伯聯合共和國
  -  大绶级共和国勋章（1963年12月14日于开罗）[2]

## 艺术形象
- 《海棠依旧》：由郭东文饰演。
- 《外交风云》：由侯祥玲饰演。